# Canthon pilularius
Canthon pilularius är en skalbaggsart som beskrevs av Carl von Linné 1758. Canthon pilularius ingår i släktet Canthon och familjen bladhorningar. Inga underarter finns listade.